# Bassas da India
Bassas da India este o insulă ce face parte din Insulele împrăștiate în Oceanul Indian, un teritoriu francez. Sunt situate la coordonatele 21°29′S 39°40′E / 21.483°S 39.667°E în sudul Canalului Mozambic la jumătatea distanței dintre  Madagascar, situat la 385 km la est, și Mozambic, și la 110  km nord-vest Insula Europa. 
Atolul are un diametru de aproximativ 10 km și înconjoară o lagună cu o adâncime maximă de 15 m. Atolul este situat pe un vârf vulcanic ce se ridică de la 3000 m sub nivelul mării. Suprafața totală a insulelor nu depășește 0,2 km², și insulele nu depășesc 2 sau 3 m, fiind complet acoperite în perioadele de maree foarte ample. Suprafața totală, inclusiv cea a lagunei este de sub 80 km². 

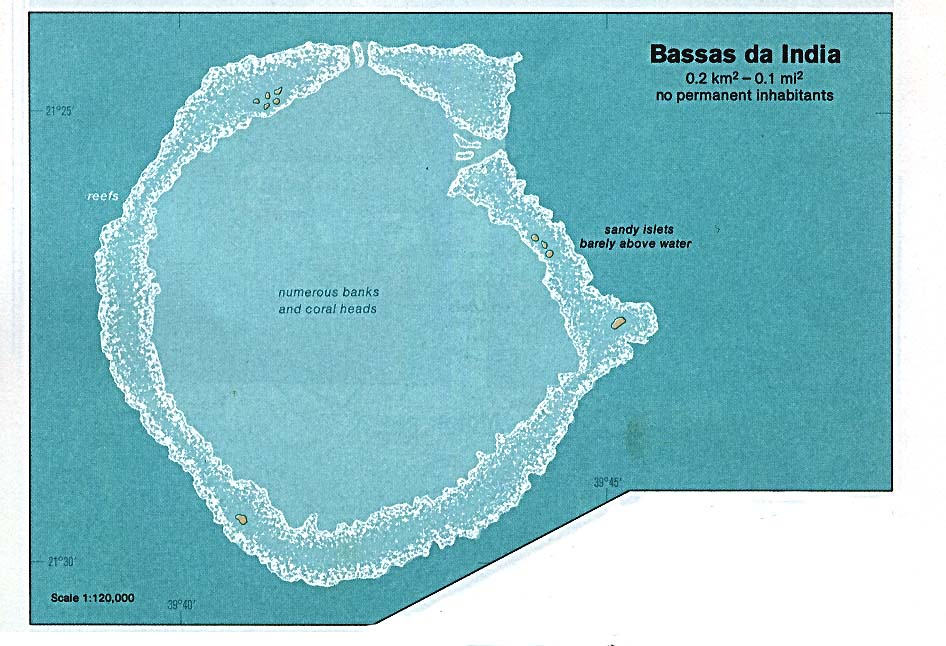
Harta atolului

Insula a fost descoperită de navigatori francezi în Secolul XVI și a devenit proprietate franceză din 1897. Actualmente insula este revendicată de către Madagascar, în perioada colonială franceză, până în 1960, acestea depinzând de colonia Madagascar. Insulele au o importanță strategică,  zona economică exclusivă, care este continuă cu cea a insulei Europa, este de aproximativ 123.700 km². 